# Stenopelmatus minor
Stenopelmatus minor es una especie de insecto comúnmente conocida como el grillo de Jerusalén menor o el grillo de cara de bebé. Pertenece a la familia Stenopelmatidae, que incluye varias especies de grillos de Jerusalén. Estos insectos se encuentran principalmente en América del Norte, especialmente en el oeste de los Estados Unidos y partes de México.
Fue descrita por primera vez por el zoólogo suizo Henri Louis Frédéric de Saussure en 1859.

## Descripción
El grillo de Jerusalén menor es más pequeño en comparación con algunas otras especies del género Stenopelmatus, alcanzando típicamente longitudes de alrededor de 20 a 30 milímetros. Tienen una apariencia distintiva con un cuerpo robusto, cabeza grande y mandíbulas poderosas. Su coloración varía, pero a menudo incluye tonos de marrón o negro.
Estos grillos son nocturnos y se alimentan principalmente de materia orgánica en descomposición, aunque también pueden consumir raíces y vegetación. A pesar de su apariencia algo intimidante, no son dañinos para los humanos y generalmente se consideran beneficiosos debido a su papel en la descomposición y el ciclo de nutrientes.
En cuanto a su comportamiento, los grillos de Jerusalén menor son relativamente solitarios y no exhiben el comportamiento de enjambre que se ve en algunas otras especies de grillos. Se comunican principalmente a través de vibraciones y sonidos producidos al frotar sus patas entre sí.

## Ubicación
El grillo de Jerusalén menor a veces se encuentra en jardines, campos agrícolas y otros hábitats al aire libre con condiciones adecuadas. Aunque ocasionalmente pueden encontrar su camino hacia los hogares, no se consideran plagas domésticas como algunos otros insectos.